# Klášterec nad Ohří
Klášterec nad Ohří là một thị trấn thuộc huyện Chomutov, vùng Ústecký, Cộng hòa Séc.